# Исследовательская лаборатория ВМС США
Исследовательская лаборатория ВМС США (англ. United States Naval Research Laboratory, NRL) — корпоративная исследовательская лаборатория ВМС Соединенных Штатов и Корпуса морской пехоты США, проводящая широкий спектр фундаментальных научных исследований, прикладных исследований, технологических разработок и прототипирования. Некоторые из текущих направлений исследований: физика плазмы, космическая физика, материаловедение и тактическая радиоэлектронная борьба. Находится в ведении Управления военно-морских исследований (Office of Naval Research).
NRL является одной из первых американских правительственных научно-исследовательских лабораторий. Учреждение было открыто Вашингтоне в 1923 году по инициативе Томаса Эдисона.
По состоянию на 2016 год NRL финансировалась из Фонда оборотных средств ВМФ, не имея отдельной статьи в федеральном бюджете США. Вместо прямого финансирования Конгрессом все расходы, включая накладные, возмещались за счет исследовательских проектов, финансируемых спонсорами. Расходы NRL на исследования составляли примерно 1 миллиард долларов в год.

## История
Лаборатория проводит широкий спектр фундаментальных и прикладных исследований, имеющих отношение к Военно-морским силам. Ученые и инженеры NRL ежегодно публикуют более 1200 открытых исследовательских работ на различных конференциях, симпозиумах и в журналах.
В 1980-х, в рамках программы СОИ, лаборатория проводила эксперименты для проверки методов компенсации атмосферных искажений в реальном времени — Low-power Atmospheric Compensation Experiment (LACE).
На 2014 году NRL занималась исследованиями: броня для боеприпасов на транспорте, дистанционное обнаружение взрывчатых веществ, спинтроника, динамика взрывоопасных газовых смесей, технология электромагнитных рельсотронов, обнаружение скрытых ядерных материалов, графеновые устройства, мощные сверхвысокочастотные (35-220 ГГц) усилители, акустическое линзирование, орбитальное картографирование береговой линии с высоким разрешением, прогнозирование погоды в Арктике, глобальный анализ и прогнозирование аэрозолей, плазма высокой плотности, широкополосные лазерные каналы передачи данных, операционные центры виртуальных миссий, аккумуляторная технология, мощные лазеры, миллисекундные пульсары, фотонные кристаллы, электроника на углеродных нанотрубках, электронные датчики, механические нанорезонаторы, твердотельные химические датчики, органическая оптоэлектроника, нейронные интерфейсы и самособирающиеся наноструктуры.